# Chrysops carbonarius
Chrysops carbonarius är en tvåvingeart som beskrevs av Walker 1848. Chrysops carbonarius ingår i släktet Chrysops och familjen bromsar. Inga underarter finns listade i Catalogue of Life.